# Ditalimfos
Ditalimfos ist eine chemische Verbindung aus der Gruppe der Thiophosphorsäureester und Phthalimide sowie ein systemisches Fungizid mit kurativer Wirkung. Ditalimfos wurde 1966 von Henry Tolkmith entdeckt. Es wurde unter den Handelsnamen Frutogard und Plondrel gegen Echten Mehltau, Apfelschorf und Monilinia eingesetzt. Ditalimfos hemmt die Phosphatidylcholinsynthese.

## Gewinnung und Darstellung
Ditalimfos kann durch Reaktion von Kaliumphthalimid mit O,O-Diethylchlorthiophosphat (DEPCT) gewonnen werden.

## Zulassung
In den Staaten der EU und in der Schweiz sind keine Pflanzenschutzmittel mit diesem Wirkstoff zugelassen.
Ditalimfos war von 1973 bis 1986 in der BRD zugelassen.